# The Route
The Route – album muzyczny nagrany przez dwóch amerykańskich muzyków jazzowych: trębacza Cheta Bakera i saksofonistę Arta Peppera. Nagrania zarejestrowano 26 lipca 1956 w Forum Theatre, w Los Angeles, podczas jednej 
z sesji organizowanych od 23 do 31 lipca dla potrzeb wytwórni Pacific Jazz.

## O albumie
Właściciel wytwórni Pacific Jazz,  Dick Bock, nie planował wydania nagrań z tej sesji na odrębnym albumie. Skład muzyków podczas rejestrowania poszczególnych utworów zmieniał się: pięć początkowych utworów nagrał sekstet w pełnym składzie, na innych gra tylko Chet Baker lub Art Pepper (z towarzyszeniem całej sekcji lub tylko pianisty). Duża część nagranego materiału została wykorzystana przez Bocka na przełomie lat 50. i 60. jako elementy składowe różnych płyt kompilacyjnych czy przekrojowych. Dwa utwory zostały ponownie "odkryte" w archiwach Pacificu po 20. latach, w trakcie prac nad wydaniem kolekcji nagrań Arta Peppera. W 1984 producent Michael Cuscuna odkrył jeszcze niewydane "The Great Lie". Ostatnim brakującym fragmentem było nagranie "Sweet Lorraine", które
odnalazło się w 1989 i - jako jedyne z tej płyty - nie było nigdzie wcześniej publikowane. The Route jest więc zebranym w całość po raz pierwszy materiałem z sesji, która stawała się niemal legendą. Płyta została wydana 4 sierpnia 1989 przez wytwórnię Pacific Jazz/Capitol. 

## Muzycy
- Chet Baker – trąbka  (1-5, 9-11)
- Art Pepper – saksofon altowy (1-8)
- Pete Jolly – fortepian (1-6, 9-11)
- Richie Kamuca – saksofon tenorowy (1-5, 10)
- Leroy Vinnegar – kontrabas (1-10)
- Stan Levey – perkusja (1-10)

## Lista utworów
| 1.  | "Tynan Time" (Art Pepper)                                           | 6:18  |
|     |                                                                     |       |
| 2.  | "The Route" (Chet Baker)                                            | 5:04  |
|     |                                                                     |       |
| 3.  | "Sonny Boy" (Al Jolson, Lew Brown, Buddy DeSylva, Ray Henderson)    | 3:55  |
|     |                                                                     |       |
| 4.  | "Minor Yours" (Art Pepper)                                          | 7:11  |
|     |                                                                     |       |
| 5.  | "Little Girl" (Francis Henry, Matt Hyde)                            | 4:14  |
|     |                                                                     |       |
| 6.  | "Ol' Croix" (Art Pepper)                                            | 5:27  |
|     |                                                                     |       |
| 7.  | "I Can't Give You Anything But Love" (Dorothy Fields, Jimmy McHugh) | 4:07  |
|     |                                                                     |       |
| 8.  | "The Great Lie" (Cab Calloway, Andy Gibbon)                         | 4:16  |
|     |                                                                     |       |
| 9.  | "Sweet Lorraine" (Clifford R. Burwell, Mitchell Parrish)            | 3:08  |
|     |                                                                     |       |
| 10. | "f I Should Lose You" (Ralph Rainger, Leo Robin)                    | 4:18  |
|     |                                                                     |       |
| 11. | "Younger Than Springtime" (Oscar Hammerstein II, Richard Rodgers)   | 4:30  |
|     |                                                                     |       |
|     |                                                                     | 52:28 |
|     |                                                                     |       |

## Informacje uzupełniające
- Producent – Richard Bock
- Producent reedycji – Michael Cuscuna
- Cyfryzacja – Ron McMaster
- Projekt okładki i dyrekcja artystyczna – Richard Mantel, Franko Caligiuri
- Utwory 1-8 są stereofoniczne, 9-11 monofoniczne.